# Sandokan (miniserial)
Sandokan – włoski miniserial z 1976 roku w reżyserii Sergia Sollimy, bazujący na powieści Emilia Salgariego.

## Obsada
- Kabir Bedi: Sandokan
- Carole André: Lady Marianna Guillonk
- Philippe Leroy: Yanez De Gomera
- Adolfo Celi: James Brooke
- Andrea Giordana: Sir William Fitzgerald
- Hans Caninenberg: Lord Guillonk
- Milla Sannoner: Lucy Mallory
- Renzo Giovampietro: Dr. Kirby
- Franco Fantasia: Kapitan van Doren